# Petrová
Petrová este o comună slovacă, aflată în districtul Bardejov din regiunea Prešov. Localitatea se află la altitudinea de 444 m deasupra n.m., se întinde pe o suprafață de 14,3 km2 și în 2017 număra 884 de locuitori. Se învecinează cu comuna Cigeľka.

## Istoric
Localitatea Petrová este atestată documentar din 1414.

## Demografie
| An:                | 1994 | 2004    | 2014    | 2024    |
| ------------------ | ---- | ------- | ------- | ------- |
| Număr de persoane: | 487  | 671     | 827     | 1001    |
| Diferență:         |      | +37,78% | +23,24% | +21,03% |

| An:                | 2023 | 2024   |
| ------------------ | ---- | ------ |
| Număr de persoane: | 981  | 1001   |
| Diferență:         |      | +2,03% |